# BVG-Baureihe 480
Als Baureihe 480 bestellten die Berliner Verkehrsbetriebe (BVG), die zu dieser Zeit die Betriebsführung der S-Bahn im Westteil Berlins verantworteten, ab 1986 eine Serie von 45 elektrischen S-Bahn-Triebzügen. Diese Züge stellten einen bedeutenden technischen Fortschritt dar, realisierten die neueste Antriebs- und Leittechnik und zeichneten sich durch überragende Fahr- und Bremsleistungen aus. Allerdings machte dies die neuen Züge in der Anschaffung teuer, denn in der Entwicklung wurde in vielen Bereichen Neuland betreten.

## Geschichte

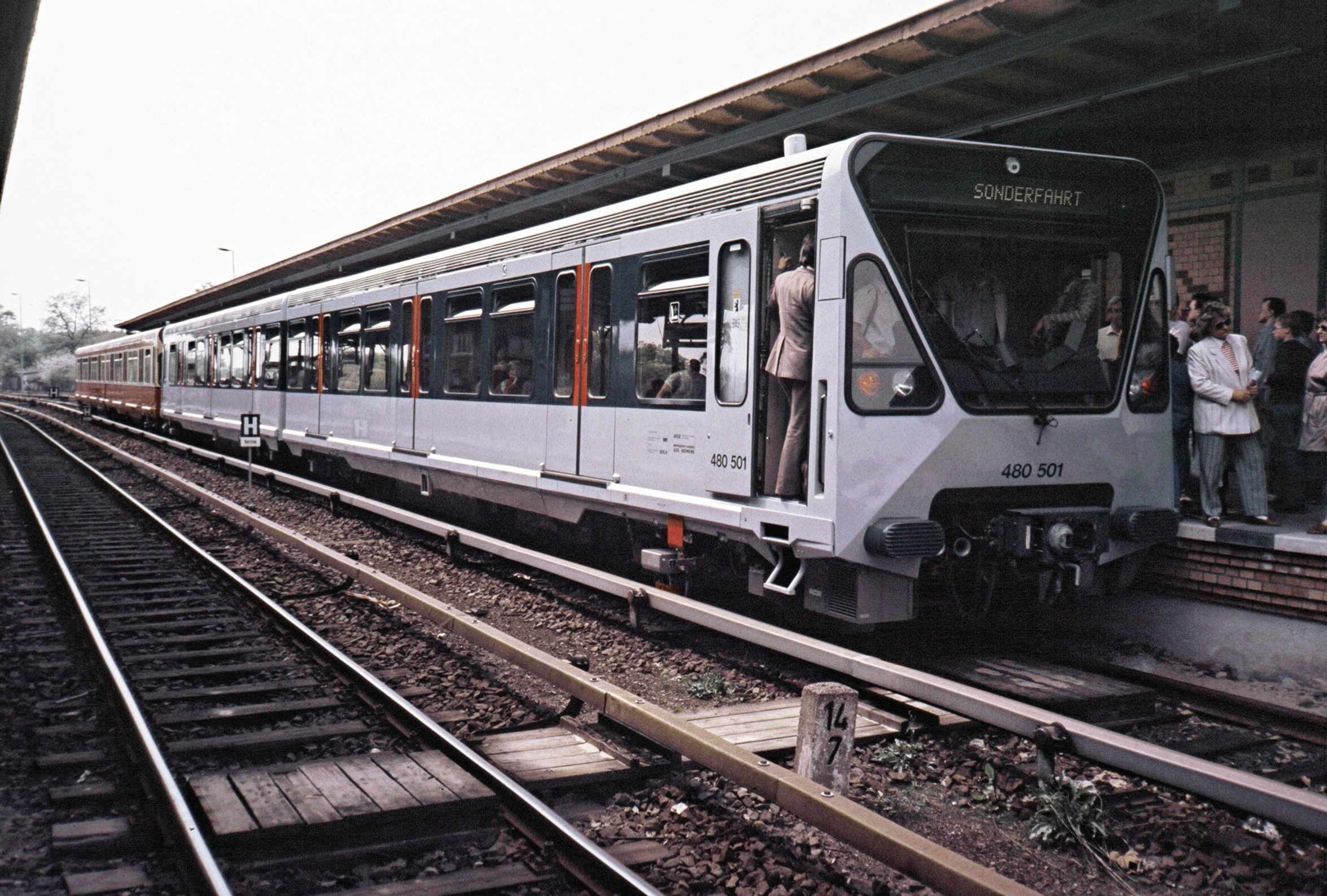
Vorstellung der beiden Lackierungsvarianten im Bahnhof Grunewald, 10. Mai 1987

Die Baureihe 480 wurde von der BVG in Auftrag gegeben, da die von der Deutschen Reichsbahn (DR) 1984 übernommenen 115 Viertelzüge der Baureihe 275 auf Dauer für einen Betrieb des Westteils der S-Bahn nicht ausreichten und völlig überaltert waren. Im Sommer 1984 wurde durch einen Beschluss des Abgeordnetenhauses festgelegt, dass die S-Bahn weiterhin nach der Eisenbahn-Bau- und Betriebsordnung als „echte“ Eisenbahn zu betreiben sei. Wegen der betrieblichen Berührungspunkte mit der DR sowie des offen zu haltenden Übergangsverkehrs nach Ost-Berlin sollte sie mit den bestehenden Anlagen voll kompatibel bleiben. Damit schieden alternative Überlegungen bezüglich der Zug- und Bahnsteiglängen, des Stromsystems, des Umgrenzungsprofils usw. aus. Vorschläge zur Übernahme bewährter Züge aus dem Nahverkehrsbereich wie der MVG-Baureihe B bzw. der VAG-Baureihe DT2 mussten zugunsten einer „Berliner Lösung“ verworfen werden. Die somit unumgängliche Neuentwicklung eines Fahrzeugs sollte allgemein verwertbare, innovative Maßstäbe für weltweite Anwendungen im Nahverkehr setzen und im Interesse optimaler Energieausnutzung neuste Erkenntnisse verwerten. Dies schuf die Möglichkeit, die Entwicklung und den Bau der Prototypen durch das Bundesministerium für Forschung und Technologie (BMFT) und den Senat fördern zu lassen. Die Aufgabe wurde einer Arbeitsgemeinschaft aus AEG-Bahntechnik, Siemens und Waggon Union übertragen.
Vier Prototypen von Doppeltriebwagen dieser Baureihe wurden 1986 an die BVG ausgeliefert, wobei die kristallblaue Lackierung der Viertelzüge 480 001/501 und 002/502 (im Gegensatz zu der traditionellen bordeauxrot-ockernen Farbgebung der Viertelzüge 003 und 004) von den Berlinern nicht angenommen wurde. Die 41 Viertelzüge der Bauserie in den Jahren 1990–1992 wurden deshalb in der traditionellen Lackierung der Berliner S-Bahn geliefert. Die neuen Fahrzeuge waren geringfügig länger und leichter als ihre Vorgänger, jede Achse wurde nun angetrieben. Die Dreiphasen-Asynchronmotoren mit einer Leistung von je 90 kW erlaubten eine Höchstgeschwindigkeit von 100 km/h bei einer Beschleunigung von 1 m/s².
Auf eine eigentlich geplante zweite Bauserie verzichtete die BVG, da absehbar war, dass es nach der Wiedervereinigung ab Januar 1994 zum Zusammenschluss von Deutscher Bundesbahn und Deutscher Reichsbahn kommen würde. Die Fahrzeuge von Nummer 480 046/546 bis 480 059/559 gingen deshalb an die Deutsche Reichsbahn und 480 060/560 bis 480 085/585 an deren Nachfolgerin Deutsche Bahn AG. Der neue Besitzer der S-Bahn, die Deutsche Bahn, setzte allerdings auf eine neu zu entwickelnde Baureihe (spätere Baureihe 481). Die Baureihe 480 und die parallel entstandene Neubaureihe 270 der DR, die heutige Baureihe 485, wurden, da beide teilweise technisch schon wieder überholt waren, nicht weitergebaut bzw. weiterentwickelt. Ursprünglich war der Einsatz der Baureihe 480 auf der Ringbahn im Westteil Berlins vorgesehen. Eine Nachbestellung von weiteren 40 Doppeltriebwagen kam 1994 zur Auslieferung und erhöhte den Bestand auf 85 Viertelzüge. Die Prototypen sowie einige Fahrzeuge mit Unfall- (480 573) sowie Brandschäden (480 025, 550, 553) sind inzwischen verschrottet worden.
Infolge eines Störfalles im Nord-Süd-Tunnel im August 2004, bei dem der letzte Wagen ausbrannte, wurde die Baureihe 480 von der Nord-Süd-S-Bahn abgezogen. Sie fährt dort seit Ende 2004 nicht mehr. Ein Schritt, den die S-Bahn jedoch schon im Voraus beabsichtigte, weil sie im Nord-Süd-Tunnel grundsätzlich nur die damalig neuesten Züge der Baureihe 481/482 einsetzen wollte.
Nachdem Risse an den Drehgestellrahmen entdeckt wurden, mussten die Züge 2015 abgestellt werden. Als Ursache für die Risse wurde ein im Betrieb überflüssiger Längsanschlag identifiziert, der eine Sanierung aller Drehgestellrahmen notwendig macht. Mitte 2015 waren elf Viertelzüge mit sanierten Drehgestellen wieder im Einsatz, der Abschluss der Arbeiten an allen 70 Viertelzügen war für Herbst 2016 geplant.
Um die Züge (ebenso wie die Baureihe 485) über das ursprünglich für 2017 geplante Einsatzende hinaus bis zum Jahr 2023 einsetzen zu können, startete Ende 2015 ein Ertüchtigungsprogramm mit über 50 Einzelmaßnahmen, darunter der Einbau von GSM-R-Zugfunk, die Ausrüstung mit neuen Fahrgastinformationssystemen sowie die Aufarbeitung der Antriebsstränge und Radsatzgetriebe. Als Kosten wurden etwa 70 Millionen Euro angegeben. Die Sanierung der Drehgestelle und Wagenkästen war 2016 vollständig umgesetzt. Die weiteren Arbeiten wurden im 2. Quartal 2018 abgeschlossen. Weiterhin sind eine Modernisierung der Heizungs- und Lüftungsanlage und der Austausch der Türtaster geplant. Die bisherigen DIAS-Ansagegeräte sollen aus Stabilitätsgründen durch das System Mobilo Classic ersetzt werden, um automatische Bahnsteigansagen beim Fahrgastwechsel zu ermöglichen.
Seit Installation des Zugbeeinflussungssystems ZBS auf der Stadtbahn im Oktober 2016 konnten die Züge der Baureihe 480 dort nicht mehr verkehren, da sie nicht über die zugehörige Ausrüstung verfügten. Praktisch war ihr Einsatz damit auf das Teilnetz Ring / Südost beschränkt, dessen Strecken als letztes (ab voraussichtlich 2023) auf ZBS umgerüstet werden. Aufgrund des sich abzeichnenden Wagenmangels auf den anderen Teilnetzen erfolgte im Jahr 2017 eine Machbarkeitsprüfung, die die technische Nachrüstbarkeit und Zulassungsfähigkeit dieser Züge mit dem ZBS-System nachweisen konnte. Darüber hinaus ergab die Untersuchung, dass der Zustand bei 50 Fahrzeugen eine solche Nachrüstung und Einsatzverlängerung rechtfertigen würde. Im Jahr 2020 erfolgte die Vorrüstung eines Fahrzeugs mit ZBS-Technik für die nötigen Nachweis- und Erprobungsfahrten. Die Ausrüstung der weiteren Fahrzeuge erfolgte im Rahmen der Revision ab Ende 2020, jedoch blieb die Technik bis zur Zulassung deaktiviert. Die Zulassung durch das Eisenbahn-Bundesamt wurde bis Ende 2021 angestrebt. Als Kosten für die Fahrzeugausrüstung wurde ein niedriger sechsstelliger Betrag angegeben. Die ZBS-Ausrüstung war eine Voraussetzung, um die Einsatzdauer der ertüchtigten Fahrzeuge bis 2030 verlängern zu können.
Am 11. Juli 2022 erteilte das EBA die Betriebsgenehmigung, seit 4. Oktober fahren die bereits umgerüsteten Fahrzeuge mit aktiviertem ZBS. Seit Dezember 2022 werden die Fahrzeuge auf der S3 eingesetzt. Somit kommen auf dieser Linie  nun ältere Fahrzeuge als in den Vorjahren zum Einsatz. Die Linien S41 und S42, auf denen die Fahrzeuge bis Dezember 2022 unterwegs waren, werden mit modernisierten Zügen der Baureihe 481/482 sowie den neuesten Fahrzeugen der Baureihe 483/484 befahren. Neben der S3 ist auch die S75 als Einsatzgebiet vorgesehen. Der Einsatz auf den Linien ist bis 2028 geplant. Bis 2022 waren alle im Einsatz befindlichen Züge der Baureihe 480 im Betriebswerk Berlin-Grünau beheimatet. Mit dem Einsatz auf der S3 wechselten sie zur Triebwagenhalle Erkner. Noch nicht umgerüstete Doppeltriebwagen werden eingesetzt, jedoch nicht an der Zugspitze. Bis September 2022 hatte man 23 der verbliebenen Fahrzeuge revisioniert. Insgesamt 65 Viertelzüge sollten bis Anfang 2024 für den Weiterbetrieb für weitere acht Jahre ertüchtigt. Das Projekt wurde im Februar 2025 abgeschlossen.

## Beschreibung

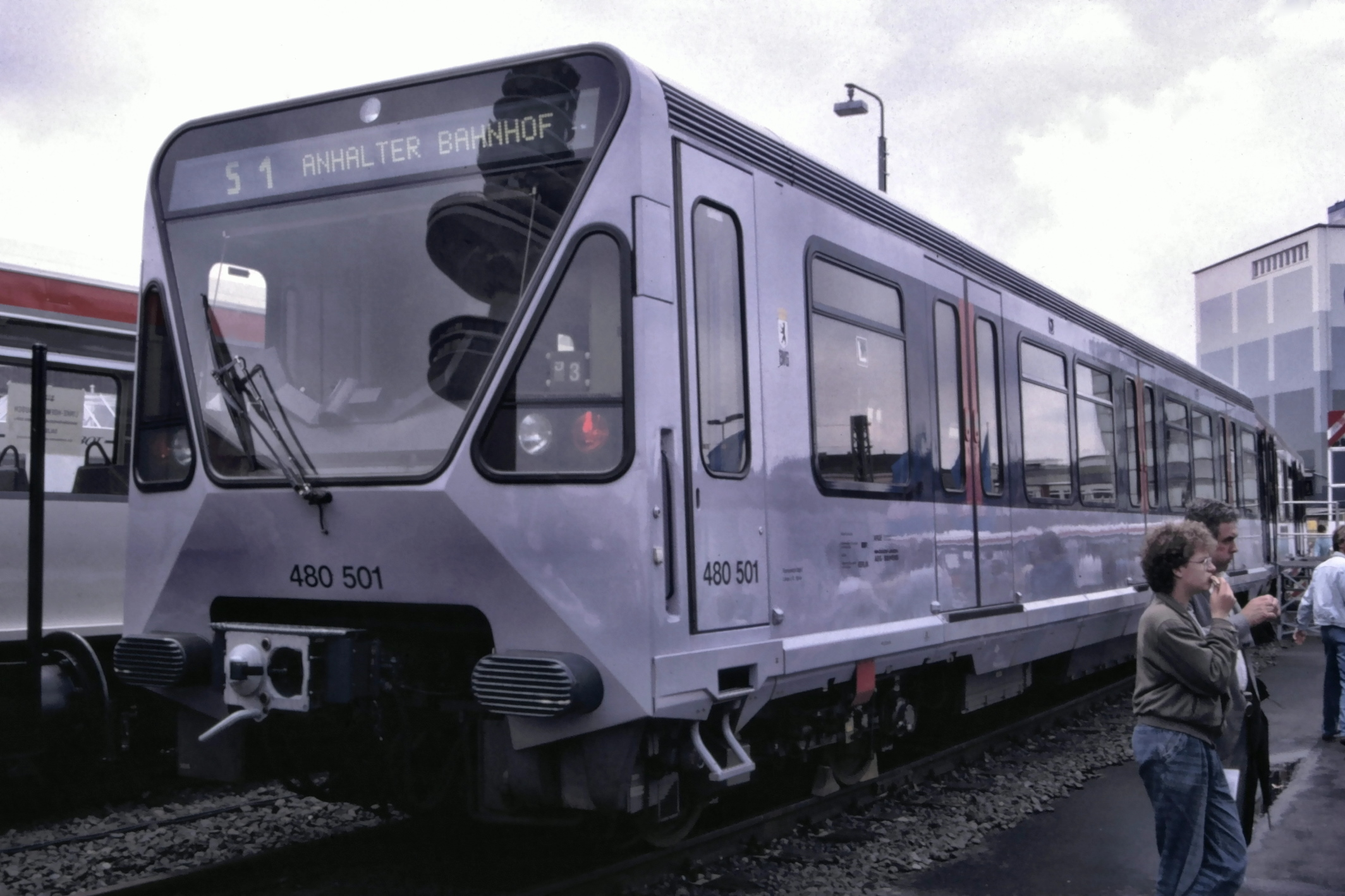
Kristallblauer Prototyp auf der Internationalen Verkehrsausstellung 1988 in Hamburg

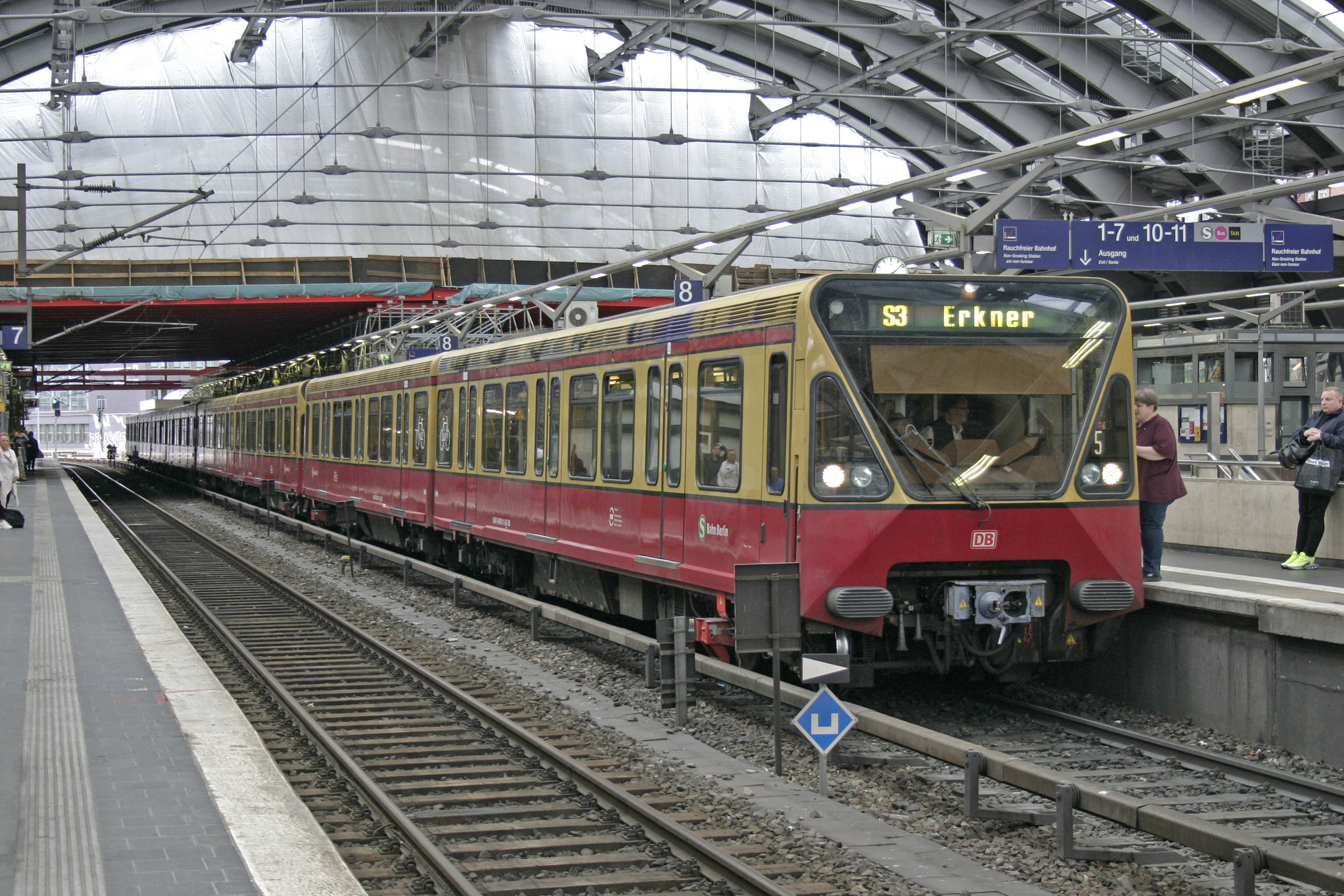
Zug der Baureihe 480 in der Lackierung der Serienfahrzeuge auf der S-Bahn-Linie S3 am Ostbahnhof, 2024

Der 1939 fertiggestellte Nord-Süd-Tunnel bestimmte mit seinem Profil und den engen Gleisbögen die zulässigen Dimensionen des Fahrzeugkastens. Die vorhandenen Bahnsteige ließen Züge von höchstens 150 m Länge zu. Unter Berücksichtigung der maximalen Wagenkastenlänge von 18 m war die Acht-Wagen-Einheit als „Vollzug“ vorgegeben. Anders als bisher sollte aufgrund des geringeren Verkehrsaufkommens in den Abend- und Nachtstunden nicht der aus vier Wagen zusammengesetzte Halbzug die kleinste betrieblich freizügig einsetzbare Einheit sein. Damit war die Ausführung als Viertelzug mit Führerständen an dessen beiden Enden vorgegeben, wodurch eine große Flexibilität im Einsatz erreicht werden konnte. Aus Gründen der Symmetrie entschied man sich für kurzgekuppelte Doppeltriebwagen mit fast identischem Aufbau der beiden Hälften, deren sämtliche Achsen angetrieben werden. Verbaut wurden Drehstrom-Asynchronmotoren mit einer bei der Berliner U-Bahn bewährten Stromrichterschaltung, kombiniert mit neuester Mikroprozessortechnik zur stufenlosen, verlustarmen Anfahrt und zur Energierückgewinnung beim Bremsen.
Die selbsttragende Leichtbau-Schweißkonstruktion des Wagenkastens besteht aus gekanteten Blechen und Profilen. Als Material kam – nach eingehenden Untersuchungen – nicht Aluminium, sondern erstmals der rostfreie Edelstahl Remanit zur Anwendung. Die Seitenwandbleche sind nur 1,6 mm stark, sie wurden im elektrischen Punktschweißverfahren auf gekantete Z-Profile gesetzt. Die großen, in vorgebogenen Z-Profilen gehaltenen Seitenfenster bestimmen die Berechnung der mechanischen Stabilität. Ihre Anordnung resultiert aus der Grundrisseinteilung mit drei Schwenkschiebetüren pro Seite, drei Sitzabteilen mit Quersitzen und einem Mehrzweckraum am Kurzkuppelende. Die lichte Weite der Türen beträgt 1300 mm. Ihre Ausführung als Schwenkschiebetüren wurde gewählt, um ein Vereisen der Türtaschen im Winter, wie es z. B. bei der Baureihe 420 auftrat, zu vermeiden. Die markante Gestaltung der Stirnfronten und -fenster stammt von Designbüro Lindinger & Partner. Sie soll Schnelligkeit, Leichtigkeit und Eleganz vermitteln, dabei aber Anklänge an alte S-Bahn-Traditionen nicht verleugnen. Als Lackierung hatte das Designbüro Lindinger & Partner eine völlig neue Lackierung aus kristallblauem Wagenkasten (NCS S 2005-R80B) und nachtblauem Fensterband (RAL 5022 – das gleiche Blau wie im Logo der Lufthansa) gewählt. Diese Lackierungsvariante ist aber bei den Berlinern, insbesondere der seinerzeit älteren Generation, nicht gut angekommen. Nach einer Protestwelle wurde wieder das alte Farbschema rot/creme verwendet. Es blieb bei 2 Viertelzügen in der neuen Lackierung. Sämtliche Serienfahrzeuge wurden im klassischen rot/creme ausgeliefert, die beiden kristallblauen Prototypen wurden später entsprechend umlackiert.
Die mit einer Scharfenbergkupplung ausgestattete Stirnfront trägt stummelartige Puffer. Hier wurde erstmals versucht, im Schienenverkehr eine Knautschzone mit Stoßverzehrelementen einzuführen. Bis zu einer Aufstoßgeschwindigkeit von 15 km/h sollen sich die Stoßverzehrglieder elastisch und reversibel verformen, ohne dass es zur Beschädigung der tragenden Wagenkastenstruktur kommt. Dies ermöglicht, Triebwagen mit einer reduzierten statischen Längskraft („Pufferstoßkraft“) unterhalb des von der UIC vorgeschriebenen Werts von 1500 kN auf Eisenbahnstrecken einzusetzen. Um auf einigen Streckenabschnitten gemischten Verkehr mit Güterzügen abwickeln zu können, war das von Bedeutung. Der Wagenkasten stützt sich auf den beiden wiegenlosen Drehgestellen über vier höhengeregelte Luftfedern ab. Die Drehgestelle bestehen aus einem verwindungsweichen H-Rahmen aus geschweißten Hohlträgern. In jedem sind an der Quertraverse zwei Fahrmotoren voll abgefedert eingehängt, die über einen gefederten Kardanantrieb mit Läuferhohlwelle und doppelt gelagerte, schräg verzahnte Stirnradgetriebe die Radsätze antreiben. So werden die Geräuschentwicklung und der Verschleiß gemindert und eine Gewichtsersparnis erreicht. Alle Radsätze haben Scheibenbremsen, für normale Betriebsbremsungen dient jedoch die generatorisch arbeitende elektrische Bremse mit Rückspeisemöglichkeit.
Die Drehstrom-Antriebstechnik mittels Chopper-Steuerung wurde seit 1981 an U-Bahn-Triebwagen der BVG-Baureihe F 79.3 erprobt und 1984 bei den F 84 erstmals in Großserie angewandt. Anders als die U-Bahn-Züge weist der 480 erstmals GTO-Thyristoren im Löschkreis des Choppers auf. Mit Ausnahme des Hauptschalters, der sich im „A-Wagen“ (Ordnungsnummer mit 0 beginnend) befindet, der Filterdrossel und der 110-V-Batterie sind die elektrischen Systeme des Doppeltriebwagens redundant aufgebaut. Die Energie wird über Gleitkontakte beiderseits der äußeren Drehgestelle, die über eine Ringleitung und die Kurzkupplung zusammengeschaltet sind, dem Hauptschalter zugeführt. Ein statischer Umrichter pro Wagen versorgt die Hilfsbetriebe wie Schraubenkompressor und Lüfter mit Drehstrom von 380 V und 50 Hz. Die nur im A-Wagen vorhandene 110-V-Batterie für Steuerstrom und Beleuchtung wird über ein gesondertes statisches Ladegerät versorgt. Im Rahmen der Ertüchtigung bis 2018 wurde die GTO- durch IGBT-Technik ersetzt. Die Aufarbeitung des Antriebsstrangs (Gleichstromsteller, Wechselrichter, Bordnetzumrichter, Batterieladegerät) sollte mitsamt Nachbesserungen am DBU (Softwareänderung Schaltzeit Entladeschütz und Austausch von Kondensatoren) die Fehleranfälligkeit verringern.
Weitgehend wurde bereits von Mikroprozessoren Gebrauch gemacht, die über rechnergesteuerte Programme eine möglichst energiesparende Fahrweise ermöglichen. Sie geben den richtigen Abschaltaugenblick sowie Bremseinsatzpunkt vor und ermitteln, ob das Fahrstromnetz für die Rückspeisung von Energie aufnahmefähig ist. Gegebenenfalls wird ein Bremswiderstand aktiviert, im Winter wird die Bremsenergie durch das parallel geschaltete Frischstrom-Heizsystem in Wärme umgesetzt. Das Fehler- und Anzeigesystem (FEAG) erfasst, diagnostiziert und klassifiziert auftretende Fehler und gibt Empfehlungen zu deren Behebung. Alle elektrischen Großgeräte sind in einem unter dem Wagenfußboden aufgehängten geschlossenen Container untergebracht.
Die automatische Türsteuerung wird durch den Triebfahrzeugführer und eine Geschwindigkeitserfassung überwacht. Neuartig war das Fahrgastinformationssystem, zu dem die rechnergesteuerte Zugzielanzeige ANNAX, die automatisch über digitale Sprachspeicher erfolgende Haltstellenansage, die Schriftbild-Haltestellenanzeige im Fahrgastraum und ein leuchtender Liniennetzplan mit Positionsanzeige des Zugs gehörten. Die Anordnung der Luftkanäle mit Ansaugung unter den Dachkanten und Richtungsumkehr der Axiallüfter erlaubt die Frischluftzufuhr ohne ein aufwendiges Klappensystem.

## Einsatz
Aktuell (2023) werden die Züge auf der Linie S3 eingesetzt. Ein Einsatz auf der Linie S75 ist ebenfalls vorgesehen, wenn genug Fahrzeuge ZBS erhalten haben.

## Bezeichnung im Volksmund
Im Volksmund werden die Wagen der Baureihe gerne „Toaster“ genannt. Über die Gründe dafür gehen die Meinungen auseinander. Einige sehen die Schlitze in einem bekannten Toastermodell dafür als Vorbild, andere die Bezeichnung des klassischen Siemens-Toasters BR 480 aus den 1940er Jahren. Wieder andere erkennen eine Anspielung auf die vergleichsweise häufigen Brandunfälle dieser Baureihe, darunter 1992 Lichtenrade, 1995 Tegel und 2000 Yorckstraße. Beim Brand 2004 Anhalter Bahnhof kam der interne Name in die Öffentlichkeit, und bei einem weiteren Brand 2009 Bahnhof Wannsee war er allgemein geläufig.